# Миланкович (лунный кратер)
Кратер Миланкович (лат. Milankovic), не путать с кратером Миланкович на Марсе, — большой древний ударный кратер в северной приполярной области обратной стороны Луны. Название присвоено в честь сербского гражданского инженера, климатолога, геофизика, астронома-астрофизика и популяризатора науки Милутина Миланковича (1879—1958); утверждено Международным астрономическим союзом в 1970 г. Образование кратера относится к нектарскому периоду.

## Описание кратера

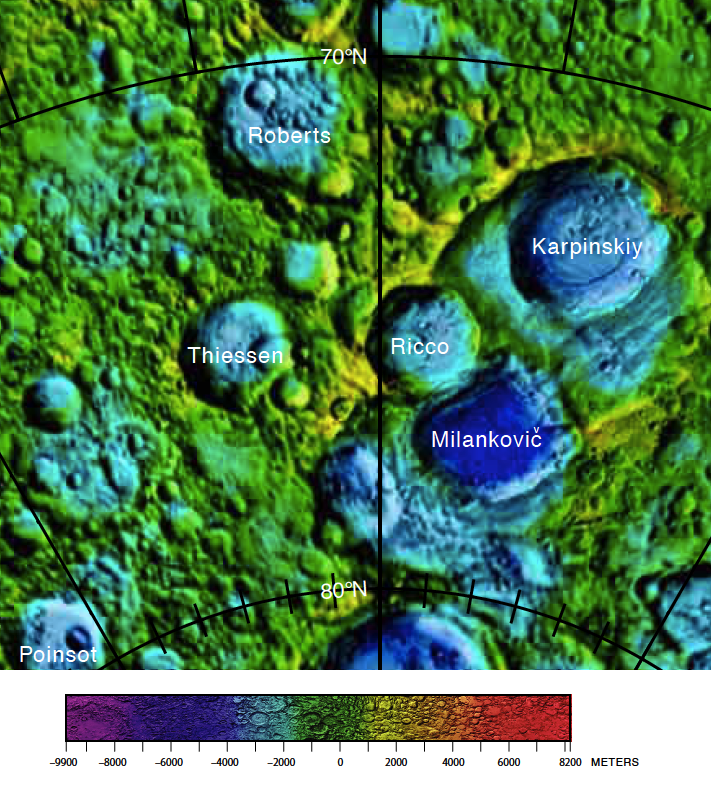
Окрестности кратера Миланкович. Фрагмент карты области северного полюса Луны.

Ближайшими соседями кратера Миланкович являются кратер Би Шэн на западе-северо-западе; кратер Пласкетт на севере-северо-востоке; кратер Рикко перекрывающий юго-восточную часть кратера Миланкович; кратер Карпинский на юге и кратер Сирс на юго-западе. Селенографические координаты центра кратера 76°32′ с. ш. 171°21′ в. д. / 76,53° с. ш. 171,35° в. д., диаметр 94,2 км, глубина 2,9 км.
Кратер Миланкович имеет полигональную форму и значительно разрушен за длительное время своего существования. Вал сглажен, в северо-западной части является двойным, при этом внутренний вал в этой области спрямлен. высота вала над окружающей местностью достигает 1490 м, объем кратера составляет приблизительно 10200 км³. Дно чаши пересеченное, испещрено множеством мелких кратеров, юго-восточную часть чаши занимает вал и внешний склон кратера Рикко, в районе центра чаши располагается полукольцо невысоких холмов.

## Сателлитные кратеры
| Миланкович | Координаты                                              | Диаметр, км |
| ---------- | ------------------------------------------------------- | ----------- |
| E          | 77°34′ с. ш. 177°29′ в. д. / 77,57° с. ш. 177,49° в. д. | 49,3        |

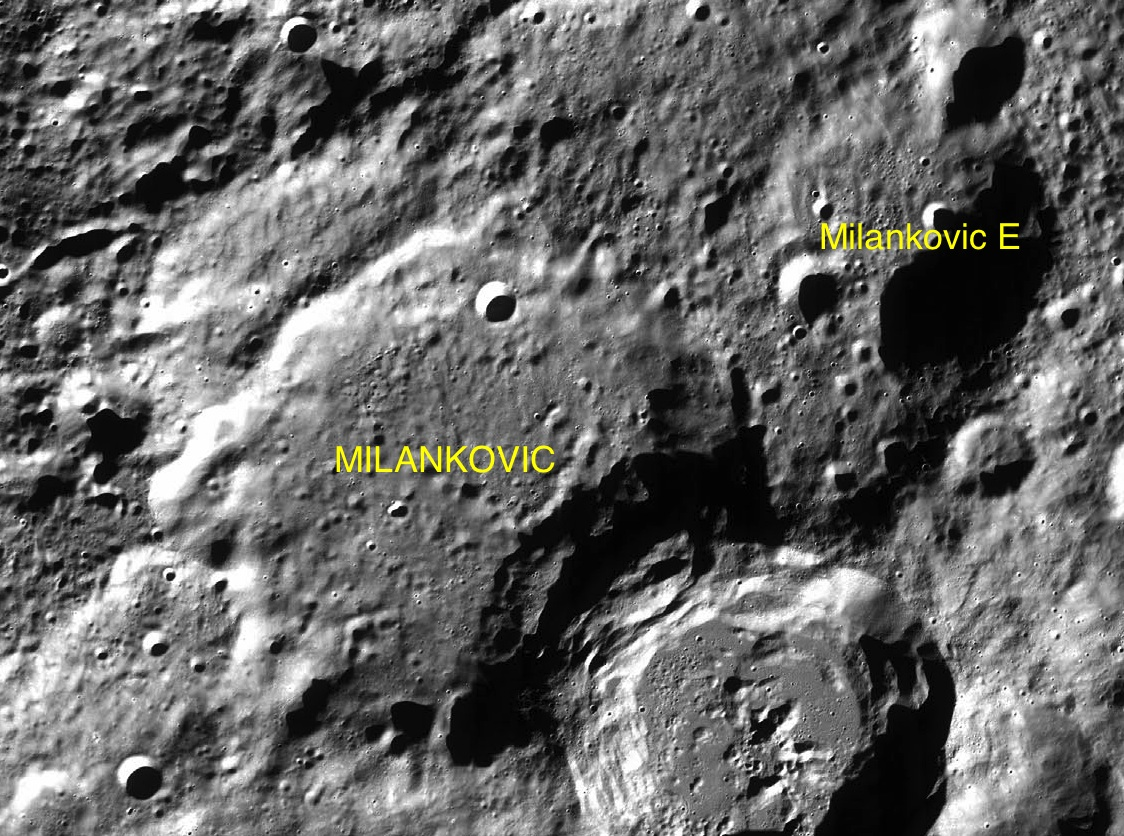
Фрагмент карты LAC-7.

- Образование сателлитного кратера Миланкович E относится к нектарскому периоду[1].